# 노아 사이러스
노아 사이러스(Noah Cyrus, 2000년 1월 8일 ~ )는 미국의 배우, 가수이다. 마일리 사이러스의 여동생이다. 노르웨이의 유명 DJ Alan Walker의 노래 'All Falls Down'을 부른 것으로도 알려져 있다. 제63회 그래미 어워드(2021년) 올해의 신인상 후보에 올랐다.

## 음반 목록

### EP
- Good Cry (2018)
- The End of Everything (2020)